# たばこ病訴訟
たばこ病訴訟（たばこびょうそしょう）とは、1998年（平成10年）5月15日に7名が、日本国政府と日本たばこ産業を相手取り、日本に於ける初めてのタバコの喫煙による健康被害を受けた、と提訴した裁判である。

## 概要
原告側はたばこ病である肺がん、肺気腫、肺膿腫瘍（扁平上皮がん）を発症したのは、約30年から50年に渡る喫煙によって疾患になった事、日本たばこ産業によるたばこの製造販売に於ける健康被害に対する対処が適切でなく国も指導をしなかった事を、国家賠償法に抵触する違法行為と主張し賠償請求をした。
- 1名に付き1000万円の賠償請求
- 自動販売機経由の販売差し止め
- マナー広告を含めた一切の広告、及びスポンサー活動禁止
- たばこ包装への8種類の警告文章の掲示

## 判決

### 東京地方裁判所
東京地方裁判所において2003年（平成15年）10月21日に判決が出され、疫学的因果関係で喫煙が疾患リスクを高めるとしても、原告の疾患は他の要因も広くかかわる事からたばこによるものと因果関係を認めることはできない、とした。日本たばこ産業及び日本国政府も健康被害に対する対応を行っていた事、たばこは嗜好品でありニコチンの依存性は微弱で、禁制品やアルコールなどよりはるかに低く自己責任と判断、原告の訴えは棄却された。地裁での裁判はタバコを吸わない非喫煙者が裁判長を務めていたが、2002年11月、喫煙者の裁判長に交代し、喫煙者の裁判長のもと、訴えが棄却されたと一般社団法人タバコ問題情報センターは主張している。（平成10年(ワ)第10379号　損害賠償等請求事件）

### 東京高等裁判所
原告側は東京高等裁判所に控訴。平成15年(ネ)第5978号　損害賠償等請求控訴事件となり平成17年6月22日に判決が言い渡された。東京地裁での判決をそのまま支持する形で原告の請求は棄却される形となった。

### 最高裁判所
原告は最高裁判所へ上告したが、最高裁は1審2審を支持し請求は棄却され、原告側の全面敗訴が確定し、確定判決となった。（平成17年(オ)第1609号）